# Parallelia rectifascia
Parallelia rectifascia là một loài bướm đêm trong họ Erebidae.